# Sanilac megye
Sanilac megye az Amerikai Egyesült Államokban, azon belül Michigan államban található. Megyeszékhelye és legnagyobb városa Sandusky. Lakosainak száma 40 611 fő (2020. április 1.). Sanilac megye Huron, St. Clair, Lapeer és Tuscola megyékkel határos.

## Népesség
A megye népességének változása:
| Lakosok száma | 43 051 | 42 706 | 42 288 | 41 823 | 41 475 | 40 611 |
|               | 2010   | 2011   | 2012   | 2013   | 2015   | 2020   |